# Relación marginal de sustitución

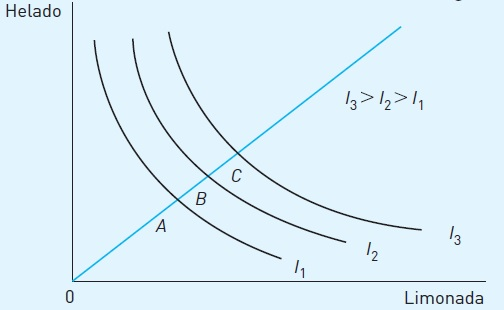
Curvas de indiferencia, mostrando como diversas combinaciones de dos bienes pueden tener igual utilidad. La pendiente en cada punto es la relación marginal de sustitución.

En economía, dentro del estudio de la teoría del consumidor, se denomina relación marginal de sustitución (RMS) al valor que el consumidor atribuye a una unidad del bien x en unidades del bien y. Es decir, la RMS indica la máxima cantidad de bien y que un consumidor está dispuesto a ceder (pagar) para obtener una unidad adicional del bien x; alternativamente, la RMS se puede interpretar como la cantidad de bien y que hay que dar al consumidor para compensarle por la pérdida de una unidad del bien x.

## La relación marginal de sustitución y lascurvas de indiferencia

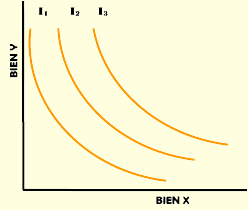
Mapa de curvas de indiferencia de dos bienes (X e Y).

Ante la existencia de dos bienes de consumo disponibles (X e Y), la {\displaystyle RMS}, también denominada {\displaystyle TMS_{xy}} (tasa marginal de sustitución de x por y) en un punto de una curva de indiferencia es el cociente entre la disminución de la cantidad del bien Y y el aumento de la cantidad del bien X necesario para que el individuo se mantenga en la misma curva de indiferencia.
La relación marginal de sustitución es, por tanto, la pendiente de la curva de indiferencia en ese punto. Tiene signo negativo como consecuencia del carácter descendente de la curva de indiferencia, ya que generalmente para incrementar el consumo de un bien y permanecer en la misma curva de indiferencia es necesario renunciar a un determinado número de unidades del otro bien. No obstante en muchas ocasiones es frecuente expresar la RMS en valor absoluto, prescindiendo por tanto del signo.
{\displaystyle RMS_{xy}=-(dy/dx)=(UMg_{x}/UMg_{y})\,}
A título de ejemplo una RMS igual a 2 significa que un individuo debe renunciar a dos unidades del bien Y para incrementar su consumo de X en una unidad y permanecer en la misma curva y por tanto permanecer con la misma utilidad.
Si se mide la relación marginal de sustitución a lo largo de una curva de indiferencia, con dos bienes X e Y, se puede observar que en la medida que las curvas de indiferencia son convexas, la RMS va disminuyendo a medida que se incrementa el consumo del bien X. Este decrecimiento de la RMS informaría que un individuo empieza a estar relativamente más saciado a medida que ha consumido más de un mismo bien o cuanto mayor sea la cantidad que disponemos de un bien, estaremos más dispuestos a renunciar a una cierta cantidad del mismo a cambio de consumir el otro.

## Características de la Relación Marginal de Sustitución
- Refleja el costo de oportunidad en términos de mercado: La RMS indica el costo de oportunidad de un bien en términos del otro. Es decir, cuánto debe sacrificar el consumidor de un bien para obtener más de otro según los precios de mercado.
- Independiente de las preferencias del consumidor: A diferencia de la Relación Marginal de Sustitución (RMS), que se basa en las preferencias y la utilidad del consumidor, la RMS está determinada exclusivamente por los precios de los bienes en el mercado
- Cambios en la RMS reflejan cambios en los precios: Si los precios relativos de los bienes cambian (por ejemplo, si el precio del bien A sube y el precio del bien B permanece constante), la RMS también cambia. Esto ajusta la pendiente de la recta presupuestaria y, por tanto, las posibilidades de intercambio entre bienes.

## Importancia de la RMS
- Ámbito Empresarial: Si entendemos cómo los consumidores valoran los bienes en relación con los precios de mercado, se puede ajustar los precios para hacer que tu producto sea más atractivo sin perder rentabilidad.

- Ámbito de Política: Los gobiernos pueden usar la RMS para entender cómo los consumidores ajustan su comportamiento ante cambios en los precios por políticas fiscales, como impuestos o subsidios.

- Educación Financiera: Enseñar a las personas a utilizar la RMS en su toma de decisiones diarias les ayuda a evaluar correctamente las compras y el valor que reciben por su dinero. Al tomar decisiones basadas en los precios relativos y el costo de oportunidad, las personas pueden mejorar la eficiencia en el uso de sus recursos.

## Expresión matemática
Al considerar la función de utilidad: {\displaystyle U(x,y)}, donde  U es la utilidad del consumidor, x e y son bienes.
también:
{\displaystyle \ UM_{x}=\partial U/\partial x}
{\displaystyle \ UM_{y}=\partial U/\partial y}
donde  UMx es la utilidad marginal con respecto al bien x y  UMy es la utilidad marginal con respecto al bien y.
Tomando el diferencia total de la función de utilidad:
{\displaystyle \ U=U(x,y)}

{\displaystyle \ dU=(\partial U/\partial x)dx+(\partial U/\partial y)dy}

A lo largo de la curva, la utilidad no varía por lo que dU=0

{\displaystyle \ UM_{x}dx+UM_{y}dy=0}

{\displaystyle -{\frac {dy}{dx}}={\frac {UM_{x}}{UM_{y}}}}

{\displaystyle \ RMS_{xy}={\frac {UM_{x}}{UM_{y}}}}.

## RMS y precios relativos
Cuando maximizamos la utilidad de un individuo condicionado a una restricción presupuestaria, la RMS es igual al precio relativo o cociente de precios de x e y 
| {\displaystyle \ p_{x}x+p_{y}y=R}                                                       |
| {\displaystyle \ p_{x}dx+p_{y}dy=0}                                                     |
| {\displaystyle \ RMS=-{\frac {dy}{dx}}={\frac {UM_{x}}{UM_{y}}}={\frac {p_{x}}{p_{y}}}} |